# Los Sims: de vacaciones
Los Sims: de vacaciones —en inglés: The Sims: Vacation— es el cuarto paquete de expansión del juego de computadora, Los Sims. Fue lanzado el 2 de abril de 2002 en Estados Unidos. El pack introduce la posibilidad de que los sims vayan a un centro turístico, se relajen en la playa, pasen tiempo al aire libre en el bosque o esquíen o patinen en montañas nevadas.
El desarrollo de esta expansión fue una consecuencia del deseo de los desarrolladores después de Los Sims: primera cita de desarrollar aún más la jugabilidad relacionada con la vida social, pero esta vez para cambiar el énfasis a las vacaciones familiares.
El pack recibió reseñas mixtas de los críticos, por un lado, elogiaron al juego por muchas interacciones nuevas y la expansión de la vida social, por otro lado, comentaron sobre la pobre inteligencia artificial de los personajes NPC.

## Jugabilidad
El pack añade una nueva zona llamada Isla Vacaciones, donde los sims pueden pasar sus vacaciones solos o con su familia. El complejo está dividido convencionalmente en tres niveles: una playa de arena junto al mar, donde los sims pueden alojarse en un hotel, sentarse junto a la piscina, tirarse de un tobogán de agua, divertirse en las máquinas de juegos, construir castillos de arena y jugar al voleibol. El área central del complejo es un bosque donde los sims pueden acampar, sentarse y asar junto al fuego, montar un campo de tiro con arco y pescar. El área superior está cubierto de nieve, donde los sims pueden vivir en un iglú, hacer muñecos de nieve, hacer snowboard en una pendiente artificial y también esquiar desde un tobogán de nieve. El jugador puede reconstruir las parcelas a su discreción.
Al llegar al resort, tu sim debe registrarse en el mostrador del lobby para poder dormir en una habitación del hotel. Sin embargo, las tarifas de la tienda de campaña y el iglú se cobrarán por separado. Un sim puede moverse entre zonas climáticas, pero debe cambiarse de ropa. Si el sim no se cambia en una cabina especial y usa ropa que no es adecuada para el clima, sentirá incomodidad. Para mantener al sim en contacto con sus amigos durante su estancia en el resort, puede enviarles postales. El sim que llega de vacaciones, puede recolectar artículos y recuerdos que no están disponibles en el modo construir; algunas cosas se otorgan como recompensa por unas vacaciones bien disfrutadas.

## Desarrollo y lanzamiento
Después del gran éxito de la expansión Los Sims: primera cita, los desarrolladores decidieron continuar lanzando expansiones dedicadas a la vida social fuera de la zona residencial del sim. Con la extensión Primera cita, los desarrolladores querían mostrar muchos más aspectos de la vida social, esto dio como resultado la creación de un próximo pack sobre vacaciones en un resort, ampliando la posibilidad de un estilo de vida activo fuera del área residencial, pero al mismo tiempo, centrado en la diversión familiar y la relación entre padres e hijos. Esta expansión fue el DLC más grande lanzado para Los Sims a principios de 2002.
El 4 de enero de 2002, se reveló primera vez la nueva expansión. El anuncio oficial tuvo lugar el 10 de enero, mientras que el lanzamiento del pack sería en primavera. El 25 de marzo, De vacaciones se lanzó en Brasil, el 26 de marzo en Estados Unidos y Rusia, el 29 de marzo en Corea del Sur, el 5 de abril en el Reino Unido, el 11 de abril en Francia, el 13 de abril en Alemania, el 15 de abril en España, el 17 de abril en Polonia, el 9 de junio en Dinamarca y el 27 de febrero de 2003 en Japón. El 30 de agosto de 2002, el juego fue lanzado en Estados Unidos para el sistema operativo Mac OS.
Tras su lanzamiento, el pack se posicionó en el primer puesto de juegos para computadoras hasta junio de 2002, por delante de nuevos lanzamientos como Star Wars Jedi Knight II: Jedi Outcast o Dungeon Siege. Al final del año, la expansión se convirtió en el juego más vendido de 2002.

## Banda sonora
| N.º   | Título                  | Artista      | Duración |  |
| 1.    | «Sims Vacation»         | Jerry Martin | 3:40     |  |
| 2.    | «Welcome To The Island» | Jerry Martin | 0:59     |  |
| 3.    | «Chimonganalai»         | Jerry Martin | 3:22     |  |
| 4.    | «Coconuts In The Sand»  | Kirk Casey   | 3:44     |  |
| 5.    | «Steel Drum Paradise»   | Kirk Casey   | 3:40     |  |
| 6.    | «Song Of The Island»    | Kirk Casey   | 3:39     |  |
| 7.    | «Shaggy Sim»            | Mark Russo   | 3:34     |  |
| 8.    | «Seal In The Sea»       | Mark Russo   | 3:29     |  |
| 28:31 |                         |              |          |  |

## Recepción crítica
Algunos de los críticos dejaron reseñas muy favorables. Por ejemplo, Suzi Sez de GameZone dijo que  De vacaciones es un pack casi perfecto e imprescindible para aquellos que juegan ocasionalmente a Los Sims. En particular, la crítica decidió que la expansión atraería especialmente a los jugadores de más edad. Un editor de Gamer Temple vio similitudes entre Primera cita y De vacaciones, incluso a pesar de los temas claramente diferentes, las dos expansiones tienen similitudes técnicas, hasta deficiencias. Sin embargo, este pack deleita al jugador con una gran cantidad de ubicaciones y nuevos tipos de actividades al aire libre.
El pack fue elogiado por Endre Park de GameSpot, señalando que agrega mucha simulación a Los Sims y más variedad al juego como interacciones nuevas y elementos que alegrarán, por ejemplo, un fiesta. Sin embargo, el crítico señaló que el pack no resuelve el problema de los gráficos del juego y el inconveniente del control de la cámara. Agatha Budinska de PC Powerplay comentó que los espacios circundantes llenos de NPC le recordaban a Los Sims Online, y la crítica señaló que para obtener una experiencia de juego completa en esta expansión, se recomienda al jugador que instale todos los packs anteriores.
Jason Bates, un crítico de IGN, dijo que De vacaciones aprovecha al máximo la expansión anterior, ampliando la capacidad de pasar tiempo fuera del área residencial. El pack agrega muchas áreas nuevas y formas de pasar el tiempo, lo que mantendrá al jugador involucrado durante mucho tiempo. Sin embargo, el curso demasiado mediocre de los acontecimientos, el comportamiento de los NPC, la ausencia de la parca, el peligro y el acceso limitado a la colección de objetos en el modo de construcción son defectos molestos como de la expansión anterior. El crítico señaló que, por un lado, para los fanáticos de Los Sims la expansión sin duda será de su agrado, pero a Jason le gustaría ver en las próximas extensiones no solo una parodia de la cultura del consumidor, sino más modelos del comportamiento humano. Además, el motor del juego obsoleto comienza a ser perceptible. Budinska también señaló que, por un lado, la expansión ofrece vastos espacios públicos como Primera cita, pero son mucho menos consistentes, limitan la interacción de los personajes y crean muchos problemas. El jugador también está fuertemente limitado por los altos precios de literalmente todo, incluso los alimentos.
NomaD de Absolute Games dio una reseña discreta, señalando la falta de oportunidades recreativas y un juego mal implementado. Por ejemplo, algunos NPC se comportan de manera intrusiva o inapropiada, o es extremadamente difícil comunicarse con otros turistas. Neboisha Radakovic de GameRevolution escribió una reseña devastadora, señalando que a pesar de la adición de una gran cantidad de nuevas interacciones, el hecho de que un sim no pueda comunicarse con otros turistas, o que el jugador vea una afluencia y salida interminable de turistas, es muy decepcionante y molesto, y el área de descanso en sí misma, como resultado, parece una parada en una carretera. Además, los NPC a menudo no pueden satisfacer sus necesidades básicas y comienzan a comportarse de manera inadecuada. El sitio Gaming Age denominó al pack como suplemento opcional, pero suficiente para satisfacer las expectativas de los fanáticos. Finalmente, Radakovic calificó al pack como una expansión mediocre, solo una colección de nuevas ubicaciones con nuevos elementos.